# Associazione Calcio Fiorentina 1950-1951
Questa voce raccoglie le informazioni riguardanti l'Associazione Calcio Fiorentina nelle competizioni ufficiali della stagione 1950-1951.

## Stagione
La Fiorentina chiude il campionato al quinto posto, dopo un punto conquistato dopo le prime tre partite giocate contro Napoli, Torino e Como. La squadra subisce 42 reti e ne segna 52.
A rinforzare i viola da quest'anno l'olandese André Roosenburg e l'italiano Ardico Magnini.
Nella dirigenza viola fa il suo debutto anche il giovane Artemio Franchi, in seguito dirigente della FIGC e della UEFA, nonché dagli anni novanta titolare della intitolazione dello stadio della Fiorentina.

## Rosa
| N. |                   | Ruolo | Calciatore               |
| -- | ----------------- | ----- | ------------------------ |
|    | Italia (bandiera) | P     | Leonardo Costagliola     |
|    | Italia (bandiera) | P     | Mario Grandi             |
|    | Italia (bandiera) | D     | Ardico Magnini           |
|    | Italia (bandiera) | D     | Renzo Venturi            |
|    | Italia (bandiera) | D     | Corrado Viciani          |
|    | Italia (bandiera) | D     | Sergio Cervato           |
|    | Italia (bandiera) | C     | Francesco Rosetta        |
|    | Italia (bandiera) | C     | Augusto Magli (capitano) |
|    | Italia (bandiera) | C     | Riccardo Dalla Torre     |
|    | Italia (bandiera) | C     | Giuseppe Chiappella      |

| N. |                        | Ruolo | Calciatore          |
| -- | ---------------------- | ----- | ------------------- |
|    | Italia (bandiera)      | C     | Giancarlo Bolognesi |
|    | Italia (bandiera)      | C     | Giancarlo Vitali    |
|    | Italia (bandiera)      | C     | Rodolfo Beltrandi   |
|    | Ungheria (bandiera)    | C     | Gyula Nagy          |
|    | Italia (bandiera)      | A     | Egisto Pandolfini   |
|    | Italia (bandiera)      | A     | Giovanni Sperotto   |
|    | Italia (bandiera)      | A     | Alberto Galassi     |
|    | Germania (bandiera)    | A     | Ludwig Janda        |
|    | Italia (bandiera)      | A     | Romano Penzo        |
|    | Paesi Bassi (bandiera) | A     | André Roosenburg    |

## Risultati

### Serie A

#### Girone di andata
| Arbitro: | Bertolio (Torino) |

|                                                |           |                     |
| Bacchetti 10’ Krieziu 12’ Remondini 40’ (rig.) | Marcatori | 47’ Penzo 76’ Janda |

| Arbitro: | Camiolo (Milano) |

|                                 |           |                           |
| Janda 8’ Beltandi 57’ Penzo 66’ | Marcatori | 5’ Frizzi 20’, 77’ Santos |

| Arbitro: | Bernardi (Bologna) |

|          |           |  |
| Stua 46’ | Marcatori |  |

| Arbitro: | Bellè (Venezia) |

|                              |           |                      |
| Pandolfini 1’, 32’ Penzo 80’ | Marcatori | 10’ (rig.) Pellicari |

| Arbitro: | Marchetti (Milano) |

|              |           |             |
| Mellberg 65’ | Marcatori | 81’ Galassi |

| Arbitro: | Pieri (Trieste) |

|             |           |                 |
| Galassi 34’ | Marcatori | 25’, 58’ Hansen |

| Arbitro: | Buratti (Milano) |

|                              |           |  |
| Celio 48’ Prunecchi 54’, 89’ | Marcatori |  |

| Arbitro: | Tassini (Verona) |

|            |           |  |
| Vitali 21’ | Marcatori |  |

| Arbitro: | Liverani (Torino) |

|                            |           |           |
| Puccinelli 66’ Höfling 75’ | Marcatori | 79’ Janda |

| Arbitro: | Righi (Milano) |

|                                         |           |            |
| Dalla Torre 14’ Vitali 76’ Sperotto 78’ | Marcatori | 10’ Ispiro |

| Genova 19 novembre 1950 11ª giornata | Sampdoria      | 0 – 0 | Fiorentina | Stadio Luigi Ferraris\| Arbitro: \| Savio (Torino) \| |
| Arbitro:                             | Savio (Torino) |       |            |                                                       |

| Arbitro: | Orlandini (Roma) |

|            |           |                     |
| Vitali 71’ | Marcatori | 2’ Wilkes 75’ Nyers |

| Arbitro: | Silvano (Torino) |

|  |           |                 |
|  | Marcatori | 40’ Dalla Torre |

| Arbitro: | Longagnani (Modena) |

|                            |           |              |
| Antoniotti 33’ Rebuzzi 37’ | Marcatori | 81’ Sperotto |

| Arbitro: | Rigato (Mestre) |

|                              |           |              |
| Dalla Torre 39’ Sperotto 47’ | Marcatori | 75’ Alberico |

| Arbitro: | Pieri (Trieste) |

|                        |           |  |
| Dalla Torre 75’ (rig.) | Marcatori |  |

| Arbitro: | Longagnani (Modena) |

|          |           |  |
| Gren 58’ | Marcatori |  |

| Arbitro: | Agnolin (Bassano del Grappa) |

|              |           |  |
| Sperotto 31’ | Marcatori |  |

| Arbitro: | Bertolio (Torino) |

|              |           |             |
| Sperotto 63’ | Marcatori | 67’ Forlani |

#### Girone di ritorno
| Arbitro: | Longagnani (Modena) |

|                         |           |  |
| Galassi 25’ Cervato 70’ | Marcatori |  |

| Arbitro: | Camiolo (Milano) |

|             |           |                |
| Onorato 49’ | Marcatori | 61’ Pandolfini |

| Arbitro: | Gamba (Napoli) |

|                               |           |  |
| Pandolfini 4’ Vitali 36’, 90’ | Marcatori |  |

| Arbitro: | Liverani (Torino) |

|  |           |                        |
|  | Marcatori | 18’ Vitali 28’ Cervato |

| Arbitro: | Marchetti (Milano) |

|             |           |  |
| Cervato 88’ | Marcatori |  |

| Arbitro: | Orlandini (Roma) |

|                                            |           |  |
| Praest 17’, 81’ Hansen 21’, 59’ Vivolo 79’ | Marcatori |  |

| Arbitro: | Righi (Milano) |

|                                                     |           |               |
| Roosenburg 7’ Cervato 70’ Pandolfini 79’ Vitali 82’ | Marcatori | 19’ Martegani |

| Arbitro: | Pieri (Trieste) |

|  |           |                           |
|  | Marcatori | 59’ Vitali 79’ Roosenburg |

| Arbitro: | Camiolo (Milano) |

|                |           |  |
| Roosenburg 19’ | Marcatori |  |

| Arbitro: | Savio (Torino) |

|             |           |             |
| Benegas 24’ | Marcatori | 69’ Galassi |

| Arbitro: | Pieri (Trieste) |

|                                     |           |  |
| Roosenburg 25’, 51’ Dalla Torre 27’ | Marcatori |  |

| Arbitro: | Orlandini (Roma) |

|                        |           |  |
| Lorenzi 34’ Armano 73’ | Marcatori |  |

| Arbitro: | Marchetti (Milano) |

|                                |           |            |
| Nagy 10’ Pandolfini 40’ (rig.) | Marcatori | 18’ Gritti |

| Arbitro: | Liverani (Torino) |

|                                          |           |  |
| Roosenburg 7’ Vitali 10’ Dalla Torre 40’ | Marcatori |  |

| Arbitro: | Dattilo (Roma) |

|  |           |                |
|  | Marcatori | 34’ Pandolfini |

| Arbitro: | Cicardi (Lecco) |

|            |           |  |
| Bronée 64’ | Marcatori |  |

| Arbitro: | Longagnani (Modena) |

|             |           |          |
| Galassi 25’ | Marcatori | 71’ Gren |

| Arbitro: | Galeati (Bologna) |

|                           |           |  |
| Zecca 19’ Tre Re 24’, 76’ | Marcatori |  |

| Arbitro: | Buratti (Milano) |

|                               |           |                         |
| Perissinotto 19’ Sørensen 44’ | Marcatori | 32’ Magnini 82’ Galassi |

## Statistiche

### Statistiche di squadra
| Competizione | Punti | In casa | In casa | In casa | In casa | In casa | In casa | In trasferta | In trasferta | In trasferta | In trasferta | In trasferta | In trasferta | Totale | Totale | Totale | Totale | Totale | Totale | DR  |
| Competizione | Punti | G       | V       | N       | P       | Gf      | Gs      | G            | V            | N            | P            | Gf           | Gs           | G      | V      | N      | P      | Gf     | Gs     | DR  |
| ------------ | ----- | ------- | ------- | ------- | ------- | ------- | ------- | ------------ | ------------ | ------------ | ------------ | ------------ | ------------ | ------ | ------ | ------ | ------ | ------ | ------ | --- |
| Serie A      | 44    | 19      | 14      | 3       | 2       | 37      | 14      | 19           | 4            | 5            | 10           | 15           | 28           | 38     | 18     | 8      | 12     | 52     | 42     | +10 |
| Totale       | -     | 19      | 14      | 3       | 2       | 37      | 14      | 19           | 4            | 5            | 10           | 15           | 28           | 38     | 18     | 8      | 12     | 52     | 42     | +10 |

### Statistiche dei giocatori
| Giocatore      | Serie A  | Serie A |
| Giocatore      | Presenze | Reti    |
| -------------- | -------- | ------- |
| R. Beltrandi   | 10       | 1       |
| G. Bolognesi   | 2        | 0       |
| S. Cervato     | 37       | 4       |
| G. Chiappella  | 36       | 0       |
| L. Costagliola | 28       | -31     |
| R. Dalla Torre | 19       | 5       |
| A. Galassi     | 20       | 6       |
| M. Grandi      | 10       | -11     |
| L. Janda       | 28       | 3       |
| A. Magli       | 36       | 0       |
| A. Magnini     | 13       | 1       |
| G. Nagy        | 2        | 1       |
| E. Pandolfini  | 36       | 7       |
| R. Penzo       | 9        | 3       |
| A. Roosenburg  | 17       | 7       |
| F. Rosetta     | 29       | 0       |
| G. Sperotto    | 22       | 5       |
| R. Venturi     | 31       | 0       |
| C. Viciani     | 6        | 0       |
| G. Vitali      | 27       | 9       |